# Herbert Feigl
Herbert Feigl (Liberec, 14 december 1902 - Minneapolis (VS), 1 juni 1988) was een Oostenrijks filosoof. Hij was lid van de Weense Kring.
Feigl werd geboren als zoon van een wever in Liberec (Reichenberg), Bohemen (destijds Oostenrijk-Hongarije, tegenwoordig Tsjechië) en schreef zich in aan de Universiteit van Wenen in 1922. Hij studeerde natuurkunde en filosofie onder leiding van Moritz Schlick, de oprichter van de Weense Kring, en promoveerde in 1927 met het proefschrift "Chance and Law: An Epistemological Analysis of the Roles of Probability and Induction in the Natural Sciences". In 1929 publiceert hij zijn eerste boek, Theorie und Erfahrung in der Physik. In die periode werd hij een actief lid van de Weense Kring en was een van de weinigen (samen met Schlick en Friedrich Waismann) die uitvoerig discussieerden met Ludwig Wittgenstein en Karl Popper.
In 1930, met een Rockefeller Fellowship Stipendium op de Harvard-universiteit, maakte Feigl kennis met de natuurkundige Percy Williams Bridgman, de filosoof Willard Van Orman Quine en de psycholoog Stanley Smith Stevens; deze drie wetenschappers beschouwde hij als verwante geesten. In een essay uit 1931 (dat hij samen met Albert Blumberg schreef), "Logical Positivism: A New European Movement", stelde hij voor het logisch positivisme voortaan het "logisch empirisme" te noemen, vanwege een aantal verschillen in opvatting met betrekking tot het realisme tussen de wetenschapsfilosofie van die tijd en de oudere positivistische beweging.
In 1931 trouwde Feigl met Maria Kaspar, emigreerde naar de Verenigde Staten en accepteerde een betrekking op de faculteit Filosofie van de Universiteit van Iowa. In 1940 werd hij hoogleraar Filosofie aan de Universiteit van Minnesota, waar hij 31 jaar in dienst bleef. Hier gaf hij onder meer les aan de latere psycholoog John L. Holland. Feigls vriendschap met Wilfrid Sellars leidde tot veel gezamenlijke projecten, waaronder het handboek Readings in Philosophical Analysis en het tijdschrift Philosophical Studies, opgericht door hem en Sellars in 1949. In 1953 stichtte hij, met subsidie van de Hill Foundation, het Minnesota Center for Philosophy of Science. In 1967 werd hij benoemd tot voorzitter van de Raad van Bestuur van de Universiteit van Minnesota.
In 1971 ging hij met pensioen. Op 1 juni 1988 stierf hij aan kanker in Minneapolis.
- Bibsys: 90200873
- Biblioteca Nacional de España: XX905656
- Bibliothèque nationale de France: cb120277950 (data)
- CiNii: DA02715601
- Gemeinsame Normdatei: 11853226X
- International Standard Name Identifier: 0000 0001 0933 9084
- Library of Congress Control Number: n50001313
- Bibliotheek van het Japanse parlement: 00466356
- Nationale Bibliotheek van Tsjechië: ola2003162771
- Nationale bibliotheek van Australië: 35079203
- Nationale Bibliotheek van Israël: 987007260902605171
- Nationale Bibliotheek van Polen: a0000002146423
- Nederlandse Thesaurus van Auteursnamen: 073707007
- Réseau des bibliothèques de Suisse occidentale: 02-A003236033
- Istituto Centrale per il Catalogo Unico: RAVV084279
- Système universitaire de documentation: 028443837
- Trove: 820284
- Virtual International Authority File: 109917488
- WorldCat: E39PBJfh6fcD6cyPjKbbjWpMfq